# Knoxville (Iowa)
Knoxville és una població dels Estats Units a l'estat d'Iowa. Segons el cens del 2000 tenia 7.731 habitants.

## Demografia
Segons el cens del 2000, Knoxville tenia 7.731 habitants, 3.191 habitatges, i 1.984 famílies. La densitat de població era de 673,8 habitants/km².
Dels 3.191 habitatges en un 30% hi vivien nens de menys de 18 anys, en un 48,7% hi vivien parelles casades, en un 10,2% dones solteres, i en un 37,8% no eren unitats familiars. En el 33,4% dels habitatges hi vivien persones soles el 15,1% de les quals corresponia a persones de 65 anys o més que vivien soles. El nombre mitjà de persones vivint en cada habitatge era de 2,28 i el nombre mitjà de persones que vivien en cada família era de 2,92.
Per edats la població es repartia de la següent manera: un 23,9% tenia menys de 18 anys, un 7,8% entre 18 i 24, un 26,5% entre 25 i 44, un 22,2% de 45 a 60 i un 19,6% 65 anys o més.
L'edat mediana era de 40 anys. Per cada 100 dones de 18 o més anys hi havia 95,6 homes.
La renda mediana per habitatge era de 34.055 $ i la renda mediana per família de 44.078 $. Els homes tenien una renda mediana de 34.832 $ mentre que les dones 21.593 $. La renda per capita de la població era de 17.893 $. Entorn del 9,6% de les famílies i l'11,1% de la població estaven per davall del llindar de pobresa.

## Poblacions més properes
El següent diagrama mostra les poblacions més properes.